# Doňov
Doňov település Csehországban, a Jindřichův Hradec-i járásban. Doňov Přehořov, Záhoří, Újezdec, Řípec, Zlukov, Dírná és Soběslav településekkel határos. Lakosainak száma 77 fő (2024. január 1.).

## Népesség
A település lakosságának változását az alábbi diagram mutatja:
| Lakosok száma | 239  | 245  | 208  | 140  | 104  | 90   | 79   | 83   | 77   | 77   |
|               | 1869 | 1890 | 1921 | 1950 | 1980 | 2001 | 2017 | 2019 | 2022 | 2024 |